# Eder & Heylands Brauerei
Eder & Heylands Brauerei est une brasserie à Großostheim, dans le Land de Bavière.

## Histoire
La brasserie Eder est mentionnée par écrit pour la première fois en 1779.
En 1979, la Schwanenbrauerei, brasserie de Großostheim, est intégrée à l'entreprise. En 1983 la brasserie historique d'Aschaffenbourg Bavaria rejoint l'entreprise. En 1991, la Schlossbrauerei zu Thüngen est ajoutée. En 1998, la brasserie Eder et la brasserie Heylands fusionnent pour former la nouvelle brasserie Eder & Heylands.
La brasserie propose des bières des marques Eder’s, Bavaria, Heylands et Schlappeseppel.
En avril 2023, la Pfungstädter Brauerei Hildebrand, brasserie à Pfungstadt, dans le Land de Hesse, à environ 45 kilomètres de Großostheim, confie une partie de sa production à Eder & Heylands Brauerei.

## Production
Eder’s
- Eder’s Pilsener
- Eder’s Export

Bavaria
- Bavaria Weizenbier hell
- Bavaria Weizenbier, boisson isotonique sans alcool

Heylands
- Heylands Export
- Heylands Pilsener
- Brown Shuga, mélange de bière composé à 50 % d'export et à 50 % de cola, contenant de la caféine
- Heylands Radler

### Schlappeseppel
La brasserie Schlappeseppel est fondée en 1803. L'histoire souvent répandue (également sur l'étiquette arrière de la bouteille de bière Schlappeseppel-Export) selon laquelle la brasserie aurait été fondée par un soldat en 1631 dest une légende.
Eder & Heylands Brauerei
- Export
- Pils (avec et sans alcool)
- Helles
- Seppelsche
- Kellerbier
- Landbier
- Weißbier
- Weißbier dunkel
- Weißbier alkoholfrei
- Dunkel
- Winterbock (de septembre à décembre)
- Gestacheltes Festmärzen (seulement en 2016 à l'occasion duSchlappeseppel Marktplatzfest)
- Frühlingsbote Weizenbock (bière de la saison du printemps 2017)
- Craftbier Quartett (seulement au 1er trimestre 2018)